# Życie i przygody Remusa
Życie i przygody Remusa (kasz.: Żëcé i przigòdë Remùsa) – epopeja kaszubska autorstwa Aleksandra Majkowskiego, wydana w 1938 r. Powieść uznawana jest za najważniejsze dzieło literatury kaszubskiej.

## Fabuła
Utwór składa się z trzech części, poprzedzonych swoistą inwokacją: przedstawieniem tytułowego Remusa uważanego przez gawiedź za szaleńca. Rzecz dzieje się pod koniec XIX w., w czasach zaboru pruskiego.
W części pierwszej (Na Pùstkòwiu – Na Pustkowiu) ukazany jest magiczny świat widziany oczyma nadwrażliwego dziecka. Remus jako mały chłopiec, sierota przygarnięty w gospodarstwie na odludziu, odróżnia się zarówno od gospodarzy, jak i od parobków. Z wielkim przejęciem chłonie ludowe baśnie i legendy, widzi rzeczy niezauważalne dla innych, marzy o odczarowaniu zaklętego zamku i uwolnieniu uwięzionej królewny. Jako młodzieniec – spotyka umierającego dziedzica, dawnego powstańca, który opowiada mu o historii Kaszub oraz o odwiecznej walce świetlistego Ormuzda z mrocznym Arymanem. Remus postanawia pójść w ślady swego rozmówcy, zostać „skrą Ormuzdową” – i opuszcza Pustkowie.
W części drugiej (Na wòli i na niewòli – Na swobodzie i w niewoli) dorosły Remus wędruje po całych Kaszubach, od oliwskiej katedry po ziemię Słowińców, w poszukiwaniu ludzi, którzy nie stracili godności i dumy pod pruskim panowaniem. Spotyka trzy zniechęcające go do działania upiory: Strach, Trud i Niewarto oraz swego największego przeciwnika – Arymana, przez Kaszubów zwanego Smętkiem nieucieleśnionego pod dwiema postaciami: cynicznego adwokata nazwiskiem Czernik i demonicznego artystę-malarza. W jego wędrówkach towarzyszy mu poczciwy muzykant zwany Trąbą.
W części trzeciej (Smãtk – Smętek) rycerz-Remus stacza walkę ze złym duchem Kaszub. Wcześniej dowiaduje się od szalonej Julki, ni to wiedźmy, ni to czarownicy, że jest on w rzeczywistości reinkarnacją dawnego rycerza Witosława, pokonanego zdradziecko przez jedno z wcześniejszych wcieleń Smętka. Julka przed wiekami jako Sydonia von Borck, przegrała walkę ze zdradzieckim Arymanem. Sojusznikiem Remusa w jego walce okazuje się inny szlachcic-buntownik ukrywający się przed Prusakami w rozległej krainie kaszubskich jezior. Jednak po śmierci Trąby i aresztowaniu Króla Jeziora – Remus i Julka sami muszą rzucić wyzwanie potężnemu demonowi.

## Geneza

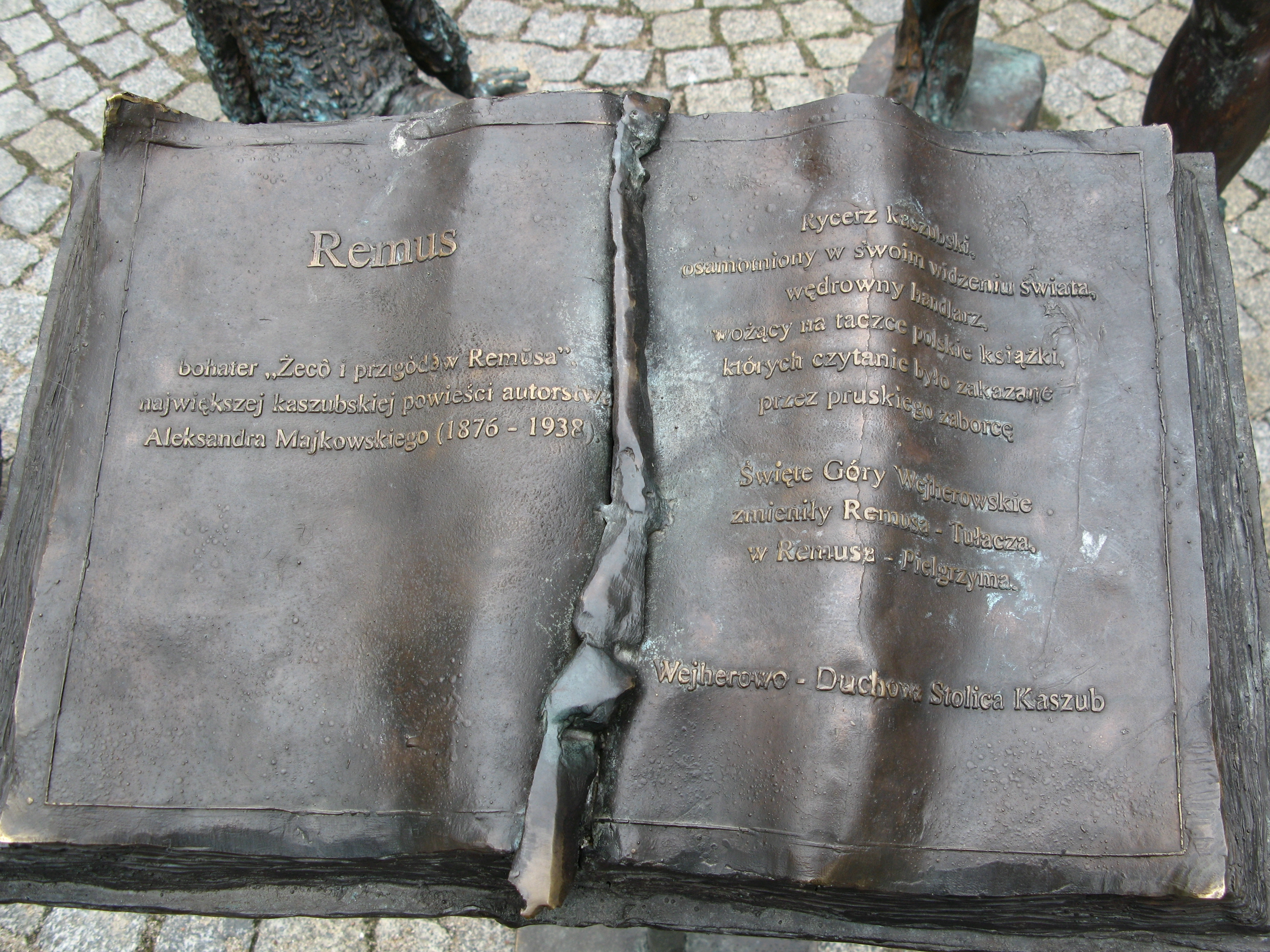
Książka z rzeźby Remusa w Wejherowie

Powieść napisana przez Aleksandra Majkowskiego – kaszubskiego społecznika, lekarza i literata uważana przez samego autora, jak i przez jego biografów, za dzieło życia. Tworzył epopeję przez kilkadziesiąt lat. Pisanie rozpoczął przed pierwszą wojną światową. Utwór opublikowany został po raz pierwszy w literackiej kaszubszczyźnie w 1938 roku. W latach 60. XX w. XX wieku został przetłumaczony przez Lecha Bądkowskiego na język polski. Nad przekładem tłumacz pracował 10 miesięcy, ostatecznie tekst złożył Wydawnictwu Morskiemu w październiku 1963 roku. Powieść, w oryginale i w przekładzie, była kilkakrotnie wznawiana. W 1985 roku Jacqueline Dera-Gilmeister przełożyła pierwszą część Remusa na język francuski, w 1988 pojawiło się wydanie epopei w języku niemieckim, w 2008 Blanche Krbechek i Katarzyna Gawlik-Luiken dokonały tłumaczenia na język angielski, w 2023 Miloš Řeznik przetłumaczył utwór na język czeski.
W 2013 r. Wydawnictwo Region i Art-Baranek Małgorzata Bądkowska wydali uzupełnioną i poprawioną polską i kaszubską edycję książki. Wydanie zostało poszerzone o nieznane fragmenty, odczytane z rękopisu oraz dodano historyczne wstępy, a także słownik polsko-kaszubski w oryginale uzupełniający wydanie kaszubskie. Na końcu książki zamieszczony został tekst profesora Jerzego Tredera „Jak Majkowski pisał Remusa”.
W roku 2015 wydano audiobook z nagraniem epopei Majkowskiego czytanym przez Tomasza Fopke. Cztery lata później powstała dwujęzyczna edycja dźwiękowa czytana przez tego samego lektora.

## W kulturze

### Teatr
W 1986 r. Elżbieta i Tadeusz Czaplińscy ze słupskiego teatru lalek Tęcza zrealizowali scenariusze Natalii Gołębskiej dotyczące kaszubskich i pomorskich legend oraz podań. W konsekwencji ich prac doszło do inscenizacji książki Majkowskiego. Adaptacji dokonał Edward Mazurkiewicz, korzystając z przekładu Lecha Bądkowskiego i dodając do warstwy słownej przedstawienia utwory Floriana Ceynowy, Hieronima Derdowskiego, Bolesława Faca, Tadeusza Micińskiego, Adama Mickiewicza oraz przykłady anonimowej literatury ludowej. Całość nazwano Remus – rycerz kaszubski. Spektakl wyreżyserowała Zofia Miklińska.
11 maja 1987 został wyemitowany spektakl Teatru Telewizji w adaptacji Krzysztofa Gordona i reżyserii Mariana Ligęzy. Rolę Remusa powierzono Januszowi Bąkowskiemu, Marcjanny – Lucynie Legut, Michała – Stanisławowi Dąbrowskiemu, Marty – Sławomirze Kozieniec. Spektakl był przypomniany podczas tematycznego seminarium filmowego w ramach Zjazdu Kaszubów w 2008 roku w Gdańsku.
Adaptacji i inscenizacji dokonał także Teatr „Dialogus” w reżyserii Jaromira Szroedera. Parchowska grupa założona została w 1992 r., a pod koniec lat 90. powstała pierwsza wersja Remusa w której grali studenci. Spektakl pełnił funkcję nie tylko edukacyjną w Parchowie i okolicy, ale też stał się przyczynkiem do budowania zrębów tożsamości kulturowej i odkrywania tradycji kaszubskiej jako źródła inspiracji teatralnych.
16 lipca 2009 r. odbyła się w Gdańsku premiera realizacji powieści Majkowskiego w wykonaniu Teatru Snów. Przedstawienie zostało zrealizowane w konwencji teatru ulicznego przez zespół Zdzisława Górskiego. Prezentacje odbyły się także w Warszawie, Bytowie i innych miejscach. Na potrzeby inscenizacji rzeźby wykonał Waldemar Faryno.
25 października 2014 r. odbyła się w Teatrze Miniatura premiera spektaklu Remus w reżyserii Remigiusza Brzyka. Adaptację powieści przygotował Romuald Wicza-Pokojski.
26 stycznia 2019 w Teatrze Miejskim im. Witolda Gombrowicza w Gdyni odbyła się premiera adaptacji Krzysztofa Babickiego zatytułowana Przygody Remusa. W roli Remusa obsadzono Grzegorza Wolfa.

### Film
W 2019 r. Fundacja „Aby chciało się chcieć” (ACSC) wyprodukowała film Kaszuba Remus.

### Rzeźba
W Kościerzynie na rynku postawiono rzeźbę autorstwa Tomasza Radziewicza przedstawiającą tytułowego bohatera utworu. Wyrzeźbiona postać Remusa stanęła także na Placu Wejhera w Wejherowie.

### Nawiązania
Motyw kaszubskiego wędrowca odnaleźć można w podręczniku do języka kaszubskiego K. Kwiatkowskiej i W. Bobrowskiego. Z inicjatywy fundacji „Aby chciało się chcieć” opracowano edukacyjną grę komputerową Stark Remus. Kino w Kościerzynie nosi nazwę Remus. Browar Amber produkuje serię piw regionalnych Remus.